# Lées-Athas
Lées-Athas é uma comuna francesa na região administrativa da Nova Aquitânia, no departamento dos Pirenéus Atlânticos. Estende-se por uma área de 48,2 km². Em 2010 a comuna tinha 267 habitantes (densidade: 5,5 hab./km²).